# 東弓削
東弓削（ひがしゆうげ、ひがしゆげ）は、大阪府八尾市の地名。現行行政地名は東弓削一丁目から東弓削三丁目と大字東弓削。住居表示は未実施。
1 - 3丁目の読みは「ひがしゆうげ」、大字は「ひがしゆげ」。

## 歴史
令制国一覧 > 畿内 > 河内国 > 若江郡 > 東弓削村ほか
旧若江郡南部と長瀬川（旧大和川）を挟んだ旧志紀郡の北部地域（現在の弓削町辺り）一帯は古代の豪族・弓削氏の本拠だった。そのうち旧若江郡南端一帯が当地である。
正保郷帳の写しとされる河内国一国村高控帳石高は203石余。江戸時代における支配者は最初は幕府直轄領、享保16年に米津政恒領、延享2年に上知、以降幕府領となり幕末に至る。明治期の市町村制施行により曙川村の大字となる。昭和54年（1979年）に町名地番改正が行われた。
2019年（令和元年）12月20日 - 曙川南土地区画整理事業換地処分に伴い、大字東弓削の一部を都塚四丁目、都塚南一丁目、都塚南二丁目に分離。

## 地理
長瀬川と玉串川の分岐部の付け根のすぐ北に位置し、旧若江郡の最南端に当たる。大阪外環状線が地域を貫いており、東側が大字東弓削であるがほとんど田畑となっている。西側は概ね住宅地化されている。

## 世帯数と人口
2020年（令和2年）3月31日現在（八尾市発表）の世帯数と人口は以下の通りである。
| 大字・丁目   | 世帯数  | 人口    |
| ------------ | ------- | ------- |
| 東弓削       | 0世帯   | 0人     |
| 東弓削一丁目 | 253世帯 | 528人   |
| 東弓削二丁目 | 116世帯 | 253人   |
| 東弓削三丁目 | 138世帯 | 315人   |
| 計           | 507世帯 | 1,096人 |

### 人口の変遷
国勢調査による人口の推移。
| 1995年（平成7年）  | 1,330人 | [ 6 ]  |  |
| 2000年（平成12年） | 1,235人 | [ 7 ]  |  |
| 2005年（平成17年） | 1,161人 | [ 8 ]  |  |
| 2010年（平成22年） | 1,079人 | [ 9 ]  |  |
| 2015年（平成27年） | 1,104人 | [ 10 ] |  |

### 世帯数の変遷
国勢調査による世帯数の推移。
| 1995年（平成7年）  | 442世帯 | [ 6 ]  |  |
| 2000年（平成12年） | 428世帯 | [ 7 ]  |  |
| 2005年（平成17年） | 441世帯 | [ 8 ]  |  |
| 2010年（平成22年） | 422世帯 | [ 9 ]  |  |
| 2015年（平成27年） | 452世帯 | [ 10 ] |  |

## 学区
市立小・中学校に通う場合、学区は以下の通りとなる（2020年5月時点）。
| 大字・丁目   | 番地                                     | 小学校               | 中学校               |
| ------------ | ---------------------------------------- | -------------------- | -------------------- |
| 東弓削       | 全域                                     | 八尾市立曙川東小学校 | 八尾市立曙川南中学校 |
| 東弓削一丁目 | 全域                                     | 八尾市立曙川東小学校 | 八尾市立曙川南中学校 |
| 東弓削二丁目 | 1～41・43～94番地 105～130・132～134番地 | 八尾市立曙川東小学校 | 八尾市立曙川南中学校 |
| 東弓削二丁目 | 42・95～104・131番地                     | 八尾市立曙川小学校   | 八尾市立曙川南中学校 |
| 東弓削三丁目 | 全域                                     | 八尾市立曙川東小学校 | 八尾市立曙川南中学校 |

## 事業所
2016年（平成28年）現在の経済センサス調査による事業所数と従業員数は以下の通りである。
| 大字・丁目           | 事業所数 | 従業員数 |
| -------------------- | -------- | -------- |
| 東弓削・東弓削一丁目 | 16事業所 | 64人     |
| 東弓削二丁目・三丁目 | 9事業所  | 57人     |
| 計                   | 25事業所 | 121人    |

## 施設
- 弓削神社
若江郡の式内社、二座のうちの一座が鎮座する。
- 由義寺跡（東弓削遺跡）
- 曙川土地改良区
- アクロスプラザ

## 交通

### 主要道路
- 国道170号大阪外環状線

### 鉄道
- JR志紀駅の徒歩圏

## その他

### 日本郵便
- 郵便番号 : 581-0029[2]（集配局：八尾郵便局[13]）。